# Гуляков, Александр Иванович
Александр Иванович Гуляков (23 февраля 1891 года, Илецкая Защита, Оренбургская губерния — 1 мая 1923 года) — участник Первой мировой, Гражданской и Советско-польской войны, дважды орденоносец-Краснознамёнец (1920, 1921).

## Биография
Родился в 1891 году в городе Илецкая Защита (ныне — Соль-Илецк Оренбургской области).
Участник Первой мировой войны. 1 февраля 1915 года окончил ускоренный курс в Павловском военном училище, прапорщик. Службу проходил в 267-м пехотном Духовщинском полку. 5 августа 1916 года в районе Горного Скробова получил ранение. В чине подпоручика старшинство с 16.12.1916 г.. 9 августа 1917 года в районе озера Нарочь пропал без вести.
С декабря 1918 года на службе в Рабоче-крестьянской Красной Армии. Участник Гражданской войны. Командир роты, помощник командира, командир 151-го стрелкового полка РККА. Неоднократно отличался в боях. 10 сентября 1919 года после гибели комиссара полка и ранения командира 2-го батальона, Гуляков лично возглавил батальон и поднял его в атаку, заставив противника отступить, захватив при этом большие трофеи. Приказом Революционного Военного Совета № 76 от 17 февраля 1920 года командир полка Александр Гуляков был награждён первым Орденом Красного Знамени РСФСР.
Участник Советско-польской войны, командир 49-й стрелковой бригады РККА. Прошёл боевой путь от р. Березины до Варшавы. В июле 1920 года вместе со своей бригадой участвовал в переправе через Березину, успешно выполнив задание, несмотря на массированный вражеский огонь. В районе местечка Зелова бригада Гулякова нанесла серьёзное поражение противнику, заставив его беспорядочно отступить, захватив при этом около 200 пленных и 12 артиллерийских орудий. В ходе дальнейшего наступления бригада Гулякова захватила города Волковыск и Седлец. Приказом Революционного Военного Совета Республики № 178 от 27 мая 1921 года командир бригады Александр Гуляков вторично был награждён Орденом Красного Знамени РСФСР.
После окончания Гражданской войны А. И. Гуляков продолжил службу в Средней Азии. Помощник командира, затем командир 1-й Туркестанской стрелковой дивизии.
Погиб 1 мая 1923 при падении самолёта близ ст. Яккатут при перелете в Хиву. Похоронен в Кызыл-Орде.